# Știrbei
Știrbei (anche Stirbey) è una famiglia di boiari valacchi, distintasi nella storia dell'Impero ottomano, del principato di Valacchia e del Regno di Romania. Fondata dal governatore Cernică Izvoranul detto "Știrbei", che fu al servizio del principe Constantin Brâncoveanu (1688–1714), la famiglia si estinse nella linea maschile nel XIX secolo, quando il nome passò per adozione al principe Barbu Dimitrie Știrbei, della famiglia Bibescu, e alla sua discendenza.

## Membri illustri
La famiglia Știrbei ha dato alla Romania una serie di personalità di rilievo nella politica e nella cultura rumena:
- Alexandru B. Știrbei (1837–1895), Ministro delle Finanze della Romania (1891)
- Barbu Dimitrie Știrbei (1796 o 1801–1869), Principe di Valacchia (1848–1853, 1854–1856)
- Barbu Știrbey (1873–1946), Primo Ministro della Romania (1927)
- Elisa Știrbei Brătianu (1870-1957), politico
- George Barbu Știrbei (1832–1925), Ministro degli esteri della Romania (1866–1867)
- Marina Știrbei (1912-2001), aviatrice